# Fam El Hisn
Fam El Hisn (ehemals Foum el-Hassan; arabisch فم الحصن, DMG Fam al-Ḥiṣn, Taschelhit Imi n Ugadir) ist eine aus einem alten und einem neuen Ortsteil bestehende Oasenstadt und Hauptort eines Kreises (pachalik) mit insgesamt etwa 6000 Einwohnern.

## Lage und Klima
Fam El Hisn liegt südlich des maximal ca. 900 m hohen Gebirgszugs des Jbel-Bani-Gebirges und etwa 20 km nördlich des meist ausgetrockneten Oued Draa in einer Höhe von nur etwa 260 m am Rand einer Palmenoase. Die den Ort berührende N 12 (neu RN 17) führt nach Westen in Richtung Guelmim (ca. 145 km Fahrtstrecke) bzw. nach Nordosten in Richtung Tata (ca. 150 km); die deutlich kleinere R 102 und die anschließende R 107 führen nach Norden in das Gebiet um Tafraoute im westlichen Antiatlas-Gebirge. Das Klima ist wüstenartig; Regen (ca. 135 mm/Jahr) fällt – wenn überhaupt – nur in den Wintermonaten.

## Bevölkerung
| Jahr      | 1994 | 2004 | 2014 | 2024 |
| Einwohner | 7040 | 7089 | 6353 | 5908 |

Die Bevölkerung der Kleinstadt besteht nahezu ausschließlich aus Angehörigen verschiedener Berberstämme der Umgebung. Viele Familien jedoch sind – wegen ausbleibender Regenfälle, aber auch aus soziokulturellen Gründen (Hoffnung auf Arbeit, Verbesserung der materiellen Lebensbedingungen und der Gesundheitsvorsorge, bessere Möglichkeiten zur schulischen Ausbildung der Kinder etc.) – verstärkt seit den 1970er Jahren in die größeren Städte des Nordens abgewandert. Andere Familien sind geblieben, doch arbeiten die Männer in den Städten des Nordens.

## Wirtschaft
Die Bewohner leben meist als Bauern und Schafzüchter in einer äußerst kargen, wüstenartigen Umwelt, aus der nur das Grün der Dattelpalmen heraussticht. Mittlerweile kann man auch Lebensmittel auf dem Markt oder in kleinen Geschäften kaufen, doch fehlt vielen Menschen das Geld dazu.

## Sehenswürdigkeiten
- Ein Spaziergang in der südöstlich des Ortes gelegenen Oase ist – v. a. im Frühjahr – empfehlenswert.
- Die Lehmhäuser des an einem Berghang gelegenen alten Orts Foum el-Hassan sind nahezu verfallen.

Umgebung
- Auch die zum Pachalik gehörenden Oasenorte Icht und Tamanart lohnen einen Besuch.
- Entlang der Flusstäler des Oued Draa und des Oued Tamanart finden sich zahlreiche Stellen mit Petroglyphen.